# Pancheraccia
Pancheraccia (in corso Pancheraccia) è un comune francese di 170 abitanti situato nel dipartimento dell'Alta Corsica nella regione della Corsica.
Il comune comprende i seguenti centri abitati: Pancheraccia (capoluogo), Casaperta (o Casabertola), Frassiccia, Casanelli e Furnelli.

## Società

### Evoluzione demografica
Abitanti censiti